# 科威特共和国
科威特共和国（羅馬化：Jumhūrīya al-Kuwayt）是1990年伊拉克入侵科威特以后建立的自称共和国体制的短命政权。在入侵期间，伊拉克革命指导委员会宣称已派遣军队进入科威特，以协助“科威特革命者”的一次内部政变。8月4日，伊拉克当局扶植“自由科威特临时政府”，指定9名据称是科威特军官的人（4名上校和5名少校）组成领导班子，由阿拉·侯赛因·阿里担任总理、总司令、国防部长兼内政部长。
新政权废黜了已逃亡到沙特阿拉伯建立流亡政府的埃米尔贾比尔·艾哈迈德·萨巴赫，并指控王室家族执行“反人民”、“反民主”、“亲帝国主义”及“锡安主义”的政策，且“侵占国家资源来达到个人富裕的目的”。据说一只本地的人民军正式宣布自伊拉克军队手里接管了政权，宣称有100,000名志愿者。公民权被授予来自外国的为君主国效力的非科威特阿拉伯人。该政权的官方报纸为“Al-Nida”，意思是“应召之日”，创办于8月2日，以纪念伊拉克协助科威特推翻君主制。之后，伊拉克吞并科威特，在科威特南部设立科威特省，将科威特北部划入巴士拉省，设立萨达米亚特阿勒米特拉区。